# Bpost
Pour les articles homonymes, voir La Poste.
Bpost (anciennement : La Poste) est une société anonyme belge de droit public qui a deux grandes activités :
- le traitement du courrier postal ;
- la gestion d'un réseau de bureaux de poste qui distribuent, outre les produits postaux, des produits financiers et des assurances de sociétés filiales.

## Histoire
En 1830, les postes belges deviennent un service de l’État appelé « Administration de la poste » pour devenir « Régie des postes » en 1971. En 1992, la « Régie des postes » voit sa raison sociale modifiée en « La Poste » (en néerlandais : De Post, en allemand : Die Post).
Le 21 aout 1950, la Sabena inaugure son circuit postal héliporté desservant quotidiennement (sauf le dimanche) neuf villes du royaume, y compris jusqu'à Libramont, en Ardenne belge. Ce service fut finalement arrêté le 15 septembre 1959.
En juin 2010, la société annonce son changement de nom et de logo en vue de la libéralisation des services postaux en janvier 2011 en Belgique puis dans l'Union européenne. Dès lors, la poste belge devient « bpost », avec un logo moderne tout en montrant les racines locales belges de l'entreprise, avec le « b ».
En octobre 2017, Bpost annonce l'acquisition de Radial (en), une entreprise américaine spécialisée dans le commerce en ligne, et qui est issue d'ancienne activité d'eBay, pour 820 millions de dollars.
En décembre 2020, Bpost annonce la vente de sa participation de 50 % dans Bpost banque à BNP Paribas Fortis pour entre 100 et 120 millions d'euros,

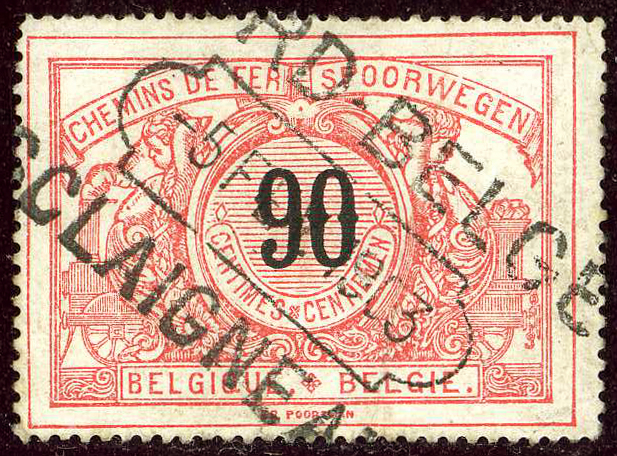
Un timbre postal belge de 1903.
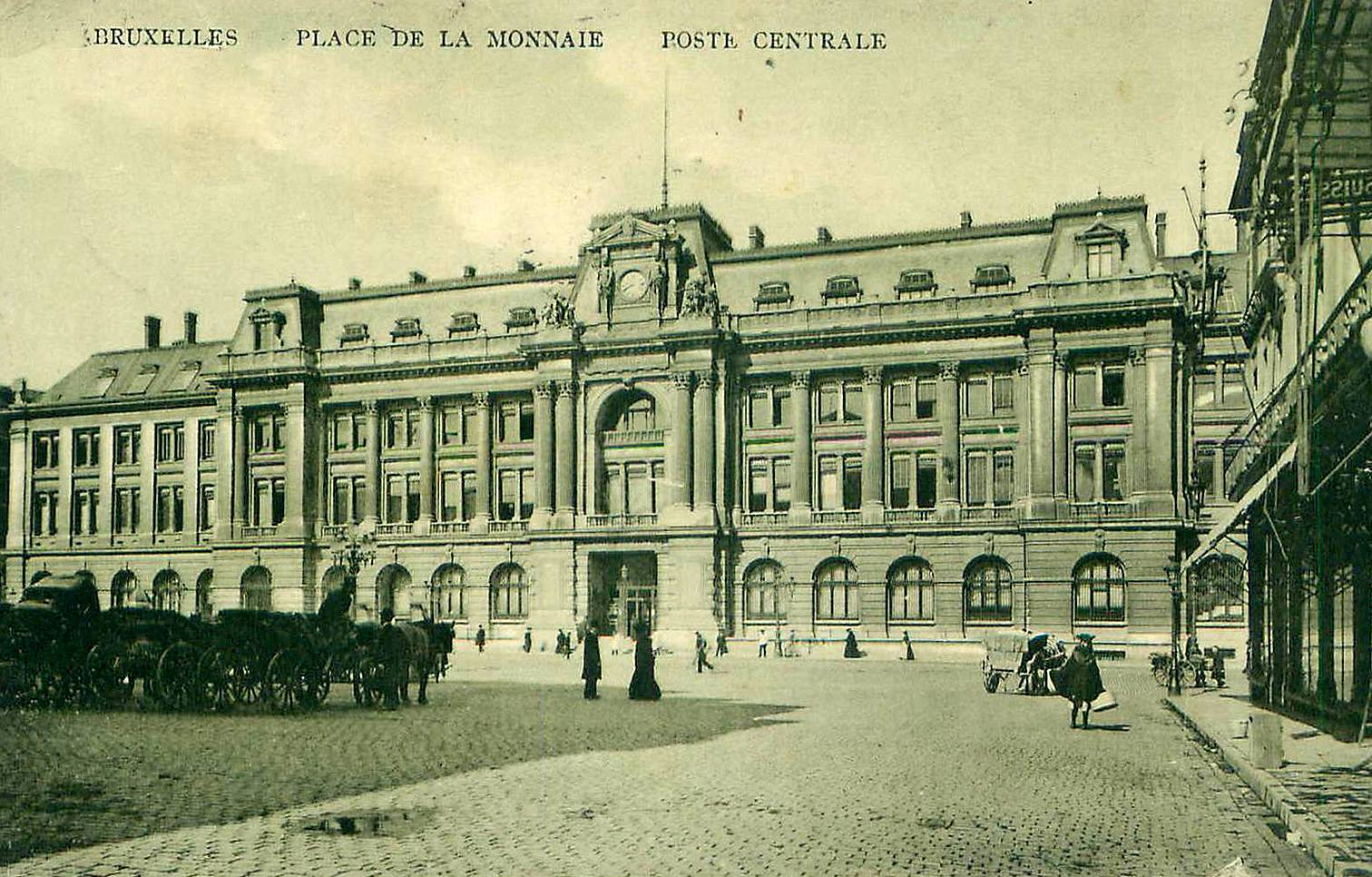
L'ancien hôtel des Postes et Télégraphes de Bruxelles, en 1900.
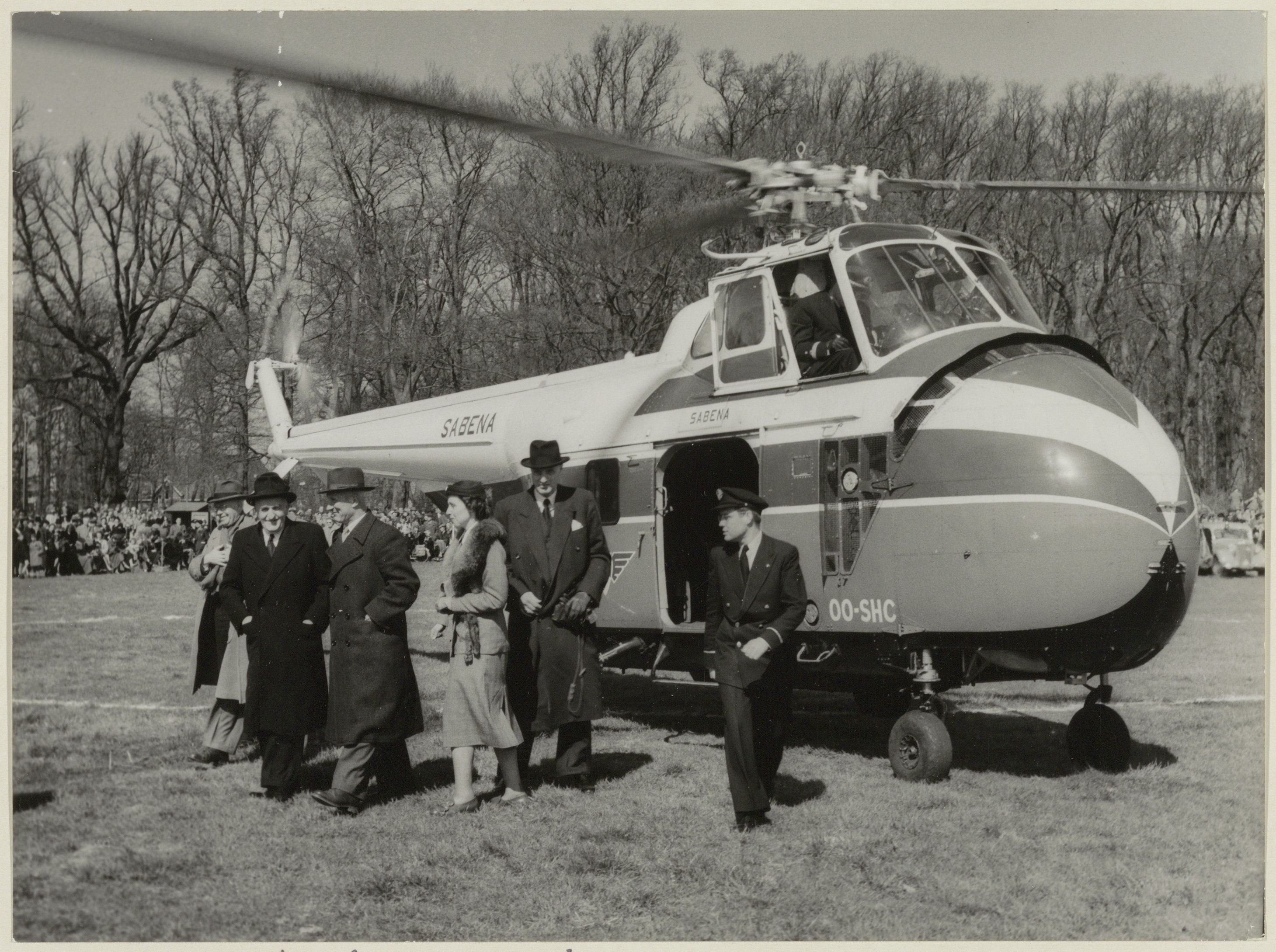
L'un des hélicoptères Sikorsky S-55 de la Sabena qui assuraient un service postal aérien dans les années 1950.
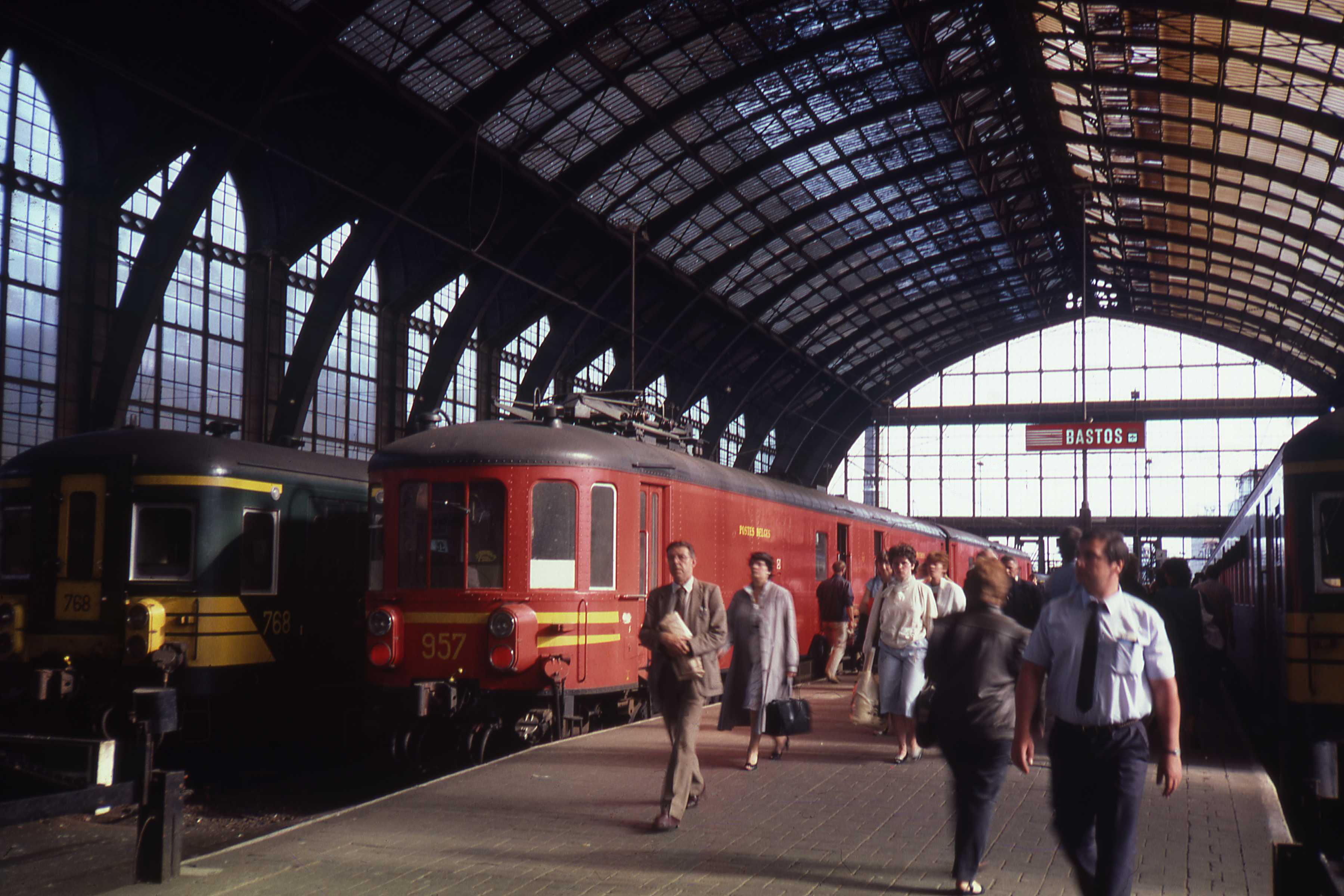
Un train postal en gare d'Anvers-Central en 1985.
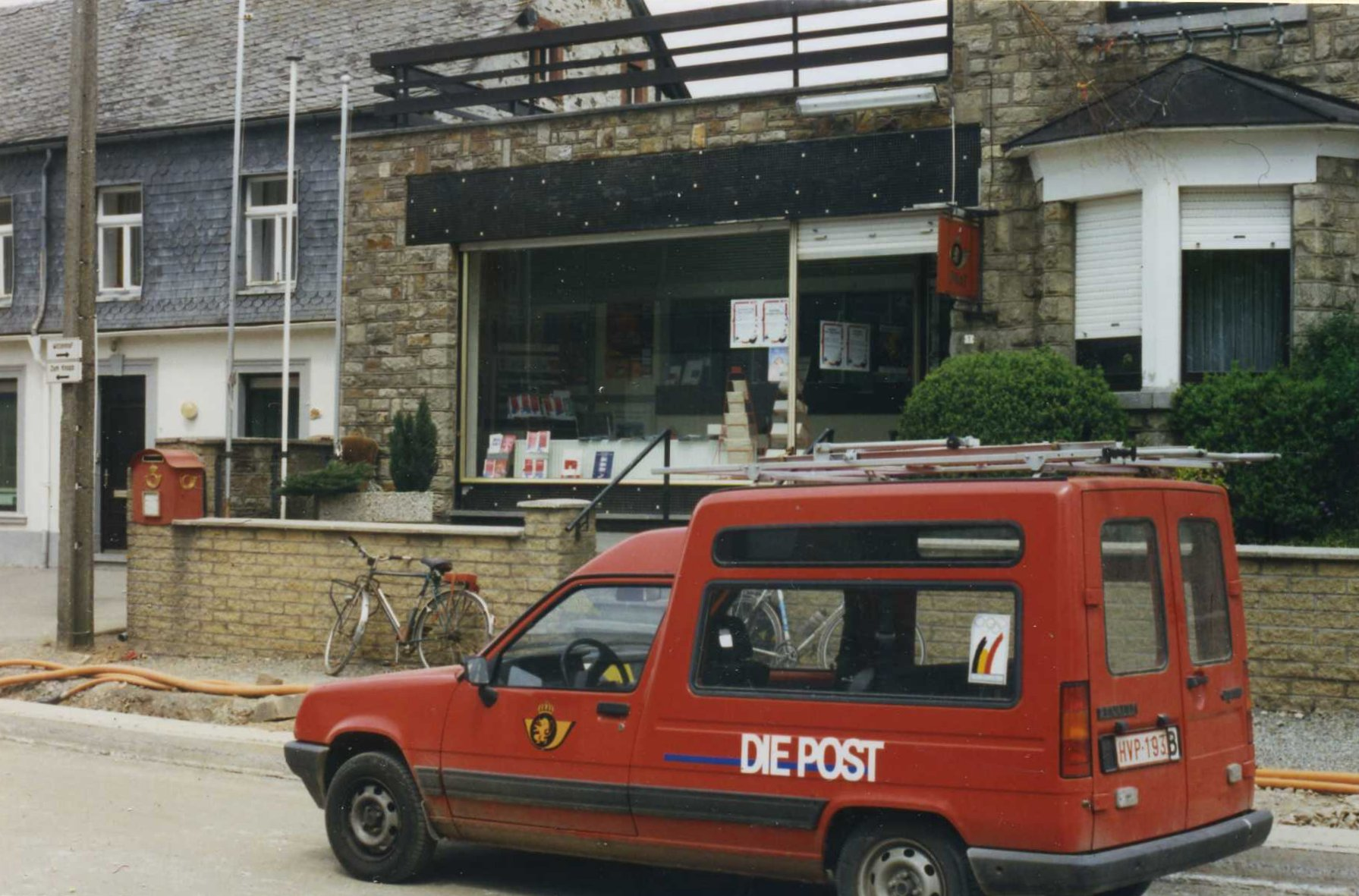
Une camionnette Renault Express de La Poste de Saint-Vith (dans la communauté germanophone de Belgique) avec l'inscription en allemand Die Post, en 1995.
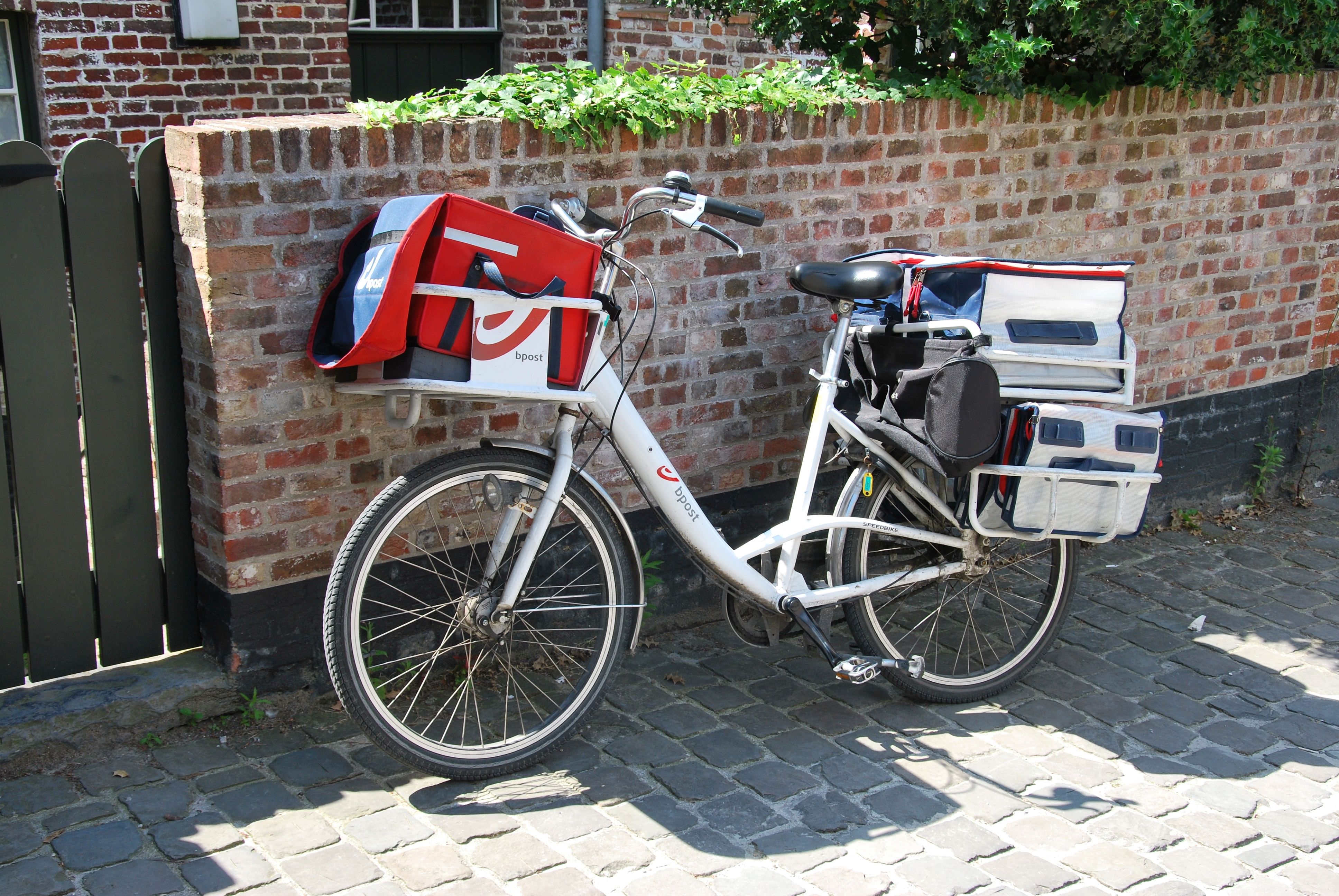
Un vélo de Bpost, à Bruges.

## Activité

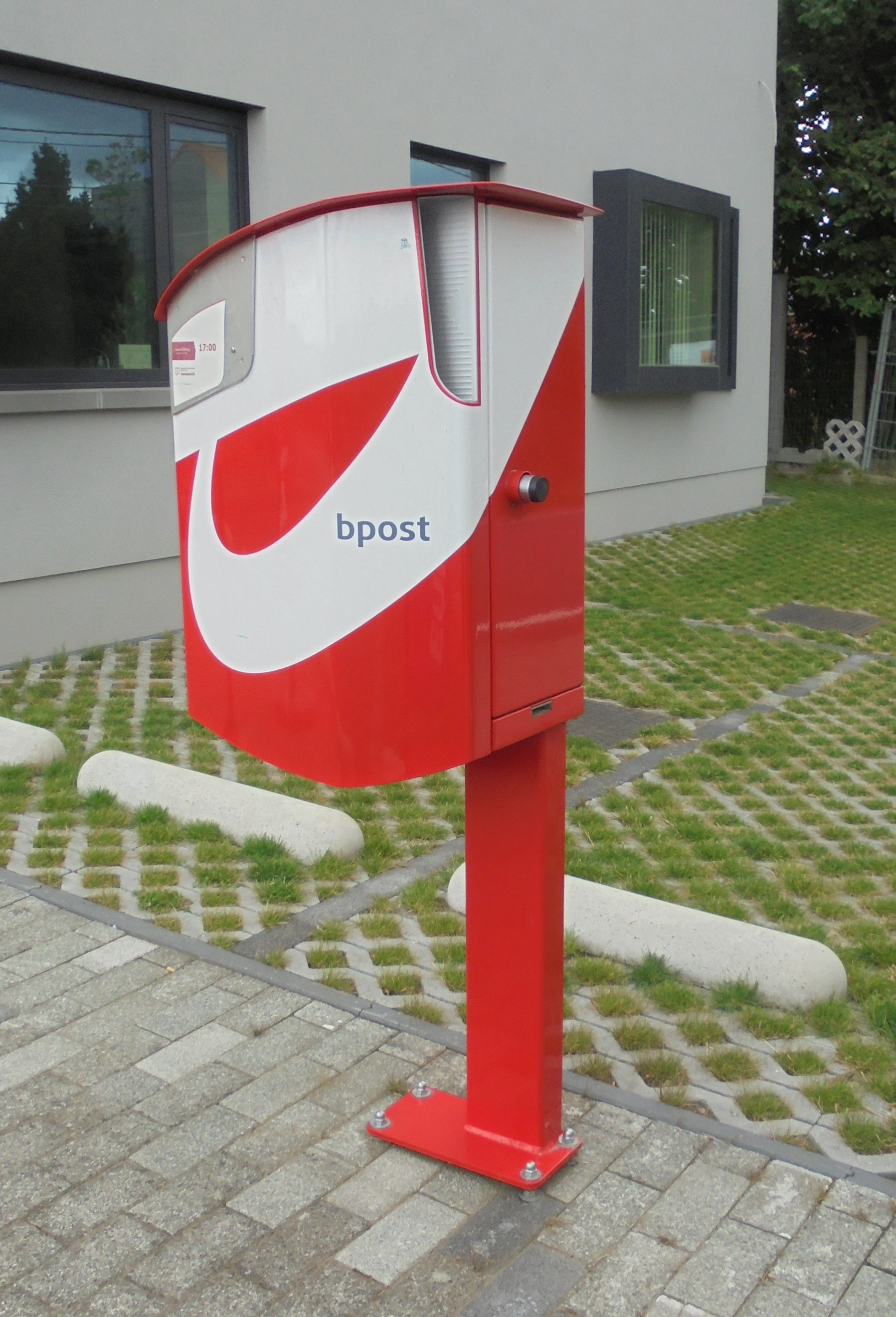
Une boite postale de Bpost, à Horebeke.

Bpost est chargée d'assurer le service universel postal. Elle bénéficie d'un monopole sur certaines prestations de courrier, qui s'est restreint depuis le 1er janvier 2003 aux envois intérieurs de moins de 100 g et aux envois internationaux entrants de moins de 100 g.
bpost réalise un chiffre d'affaires annuel (2013) de 2,44 milliards d'euros environ, pour un bénéfice avant intérêts et impôts de 450 millions d'euros.

## Identité visuelle (logo)

Le cor stylisé est le logo de La Poste belge (la dentelure signale que ce logo sert au service philatélique).
Logo jusqu'en juillet 2010.
Logo à partir de juillet 2010.

## Bâtiments remarquables
Liste non-exhaustive des bâtiments historiques remarquables de la poste belge :
- L'hôtel des postes de Audenarde
- L'hôtel des postes de Blankenberge
- L'hôtel des postes de Bruges
- L'hôtel des Postes de Charleroi
- L'hôtel des Postes de Gand
- L'hôtel des postes de Hasselt
- L'hôtel des postes de Liège
- L'hôtel des postes de Lokeren
- L'hôtel des postes de Louvain
- L'hôtel des postes de Menin
- L'hôtel des postes d'Ostende (nl)
- L'hôtel des postes de Roulers
- L'hôtel des postes de Turnhout
- L'hôtel des postes de Verviers

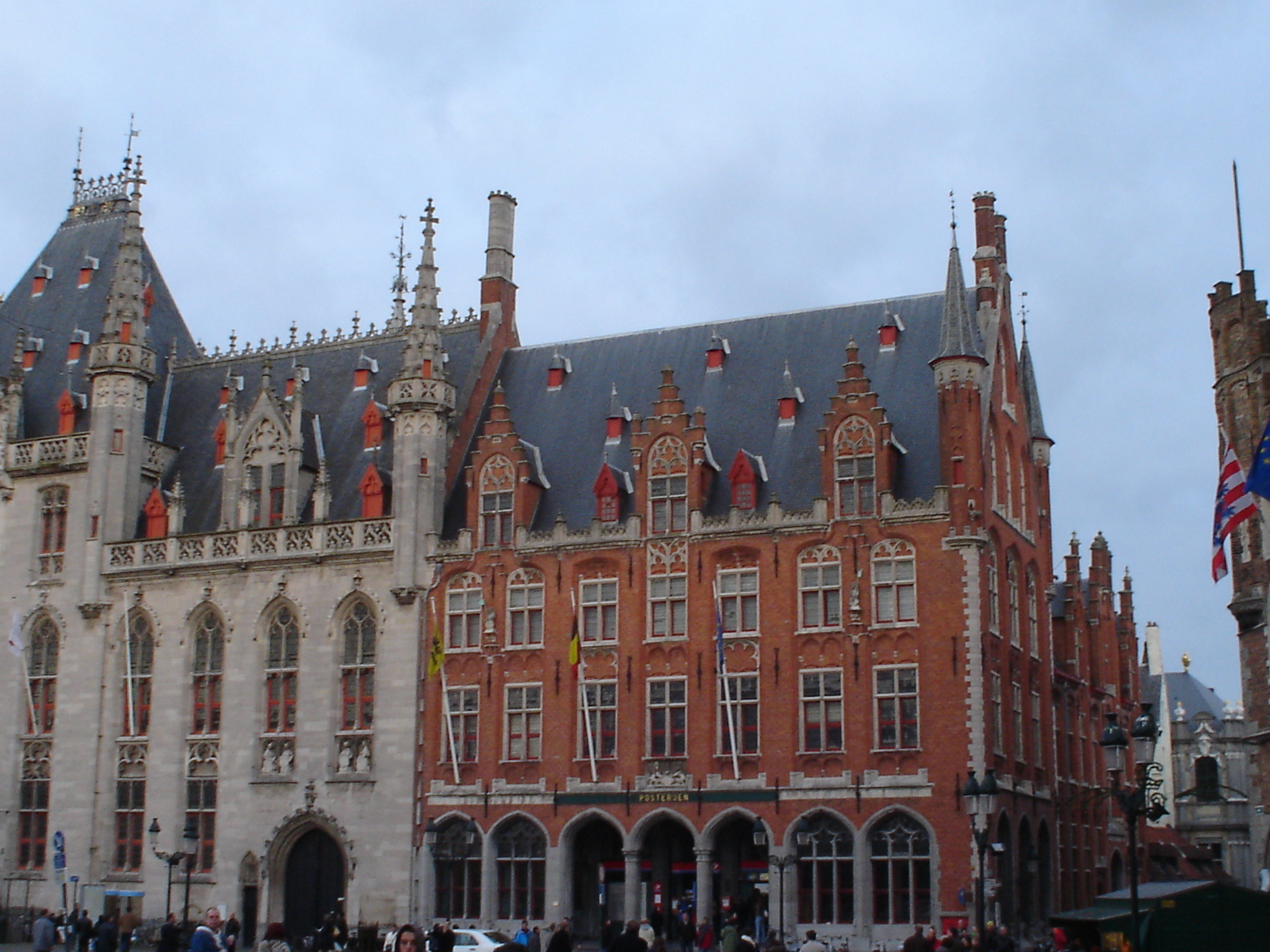
Ancien hôtel des postes de Bruges
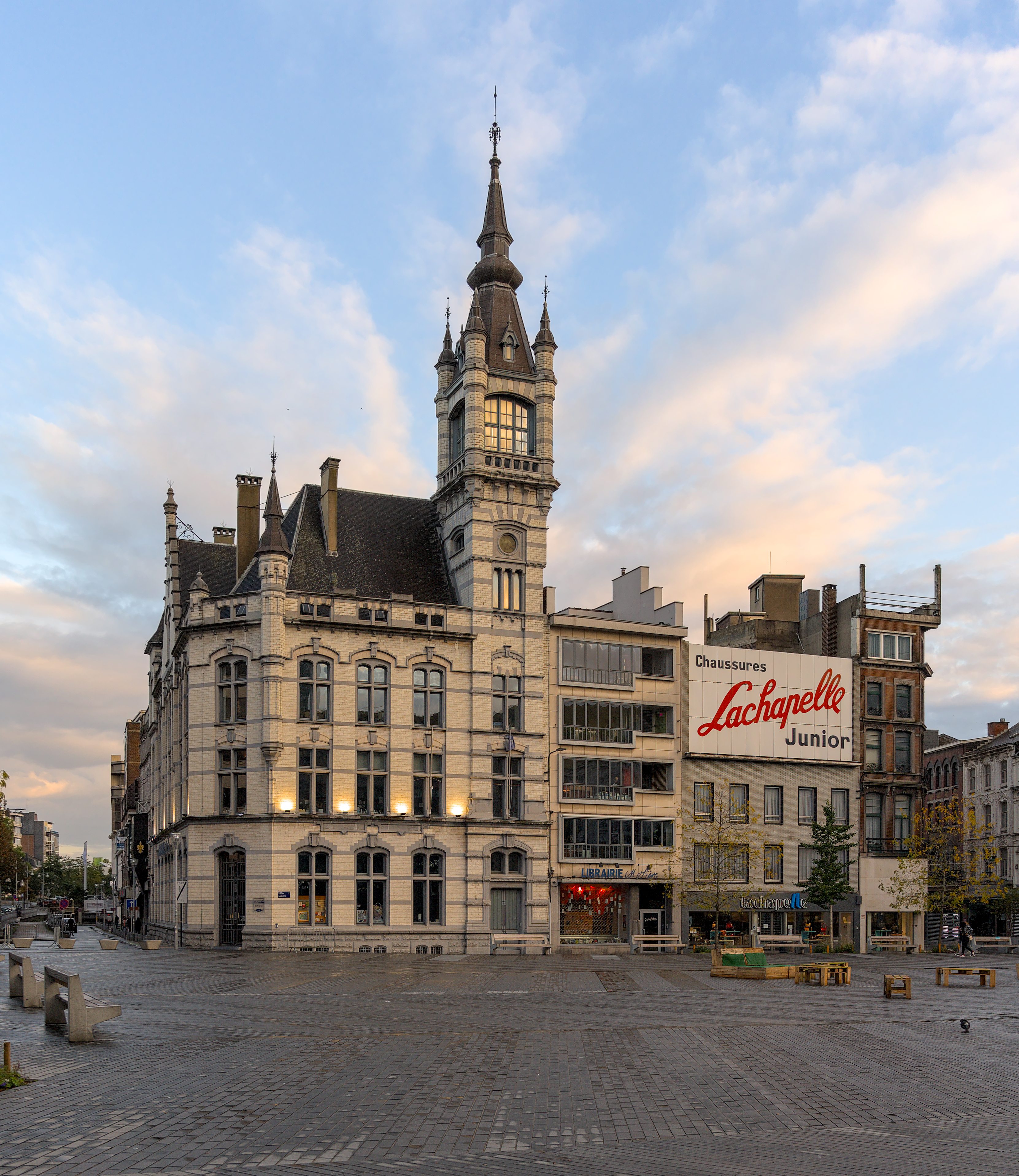
L'hôtel des Postes de Charleroi.
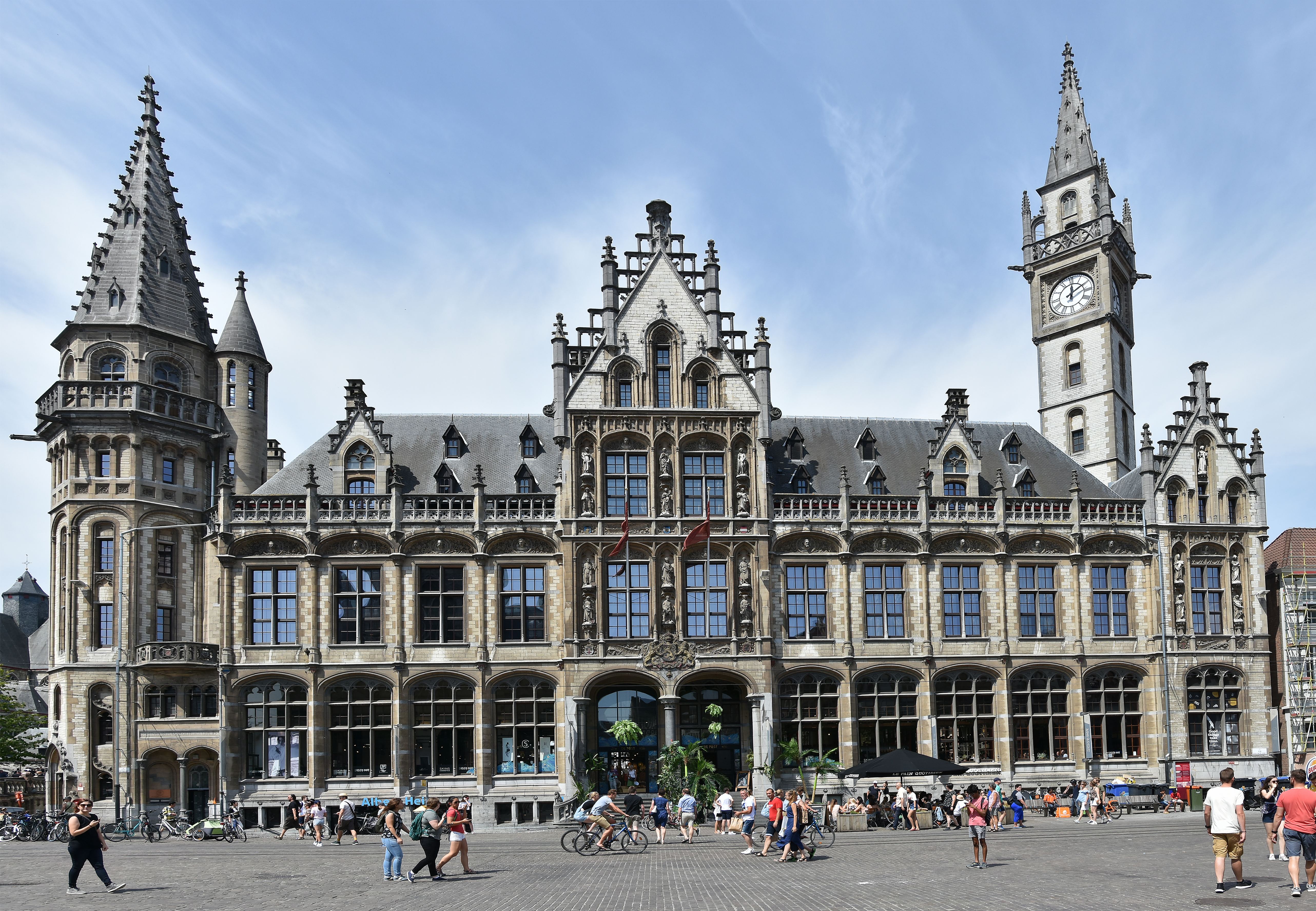
L'hôtel des postes de Gand.
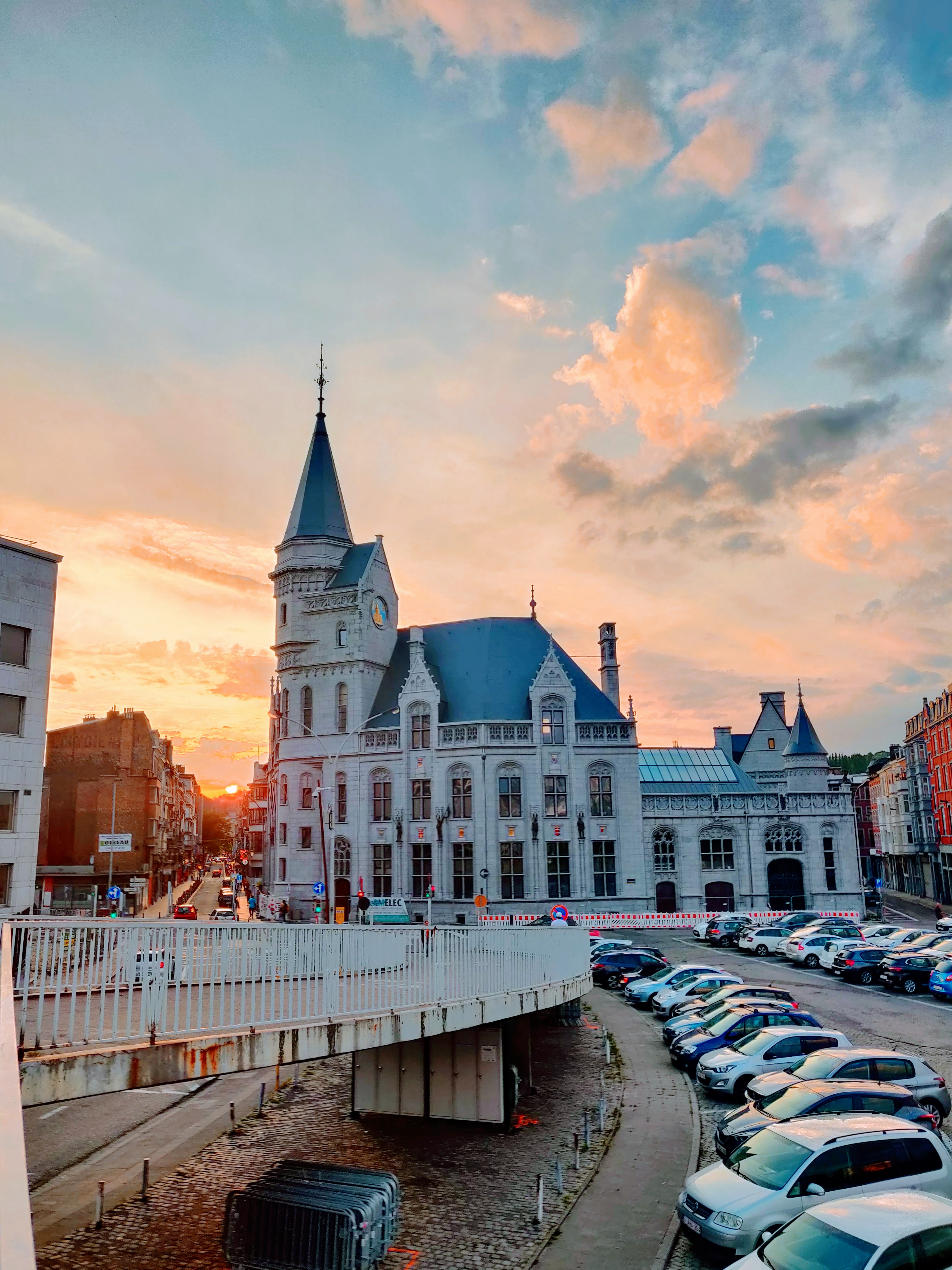
La Grand Poste de Liège.
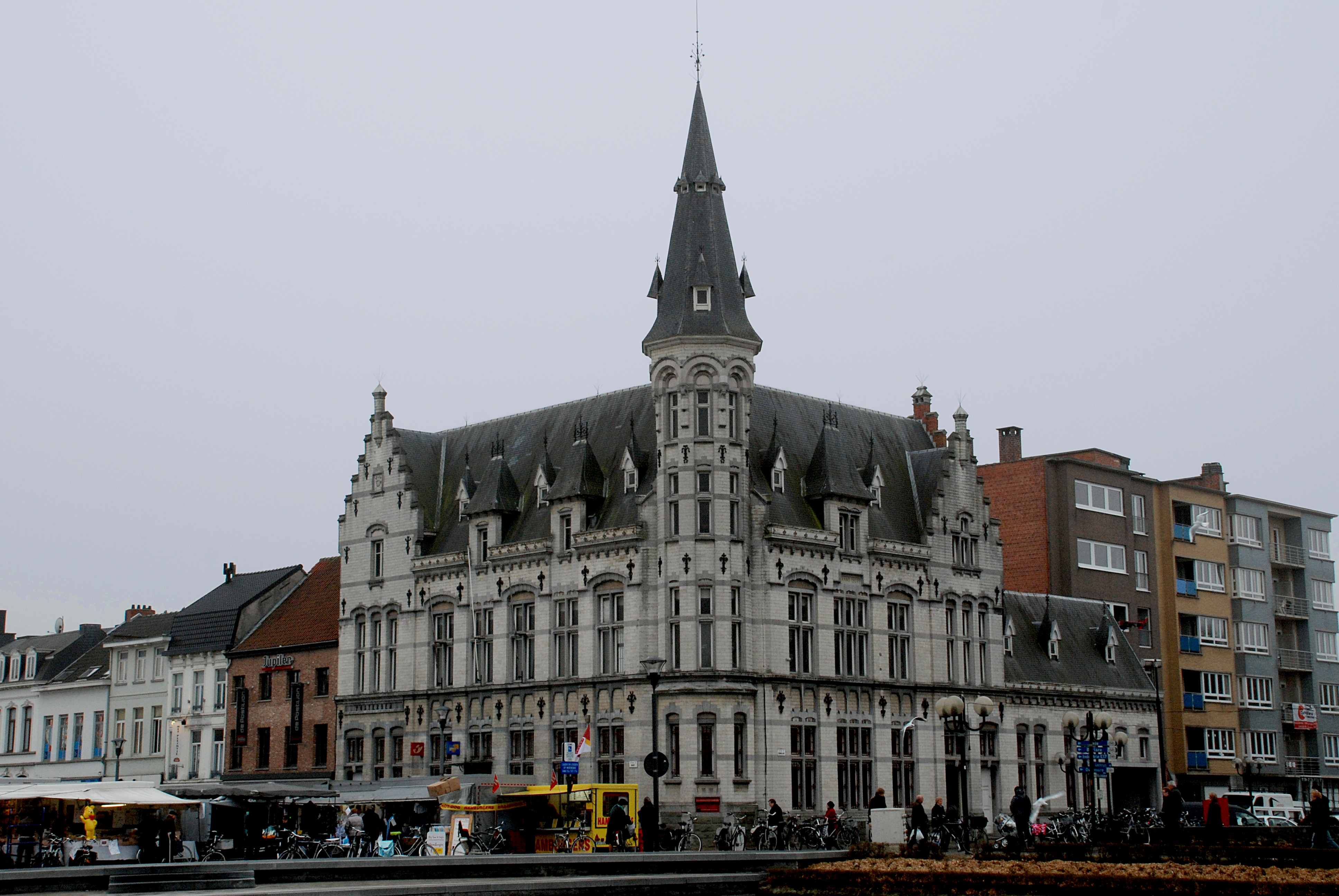
L'hôtel des postes de Lokeren.
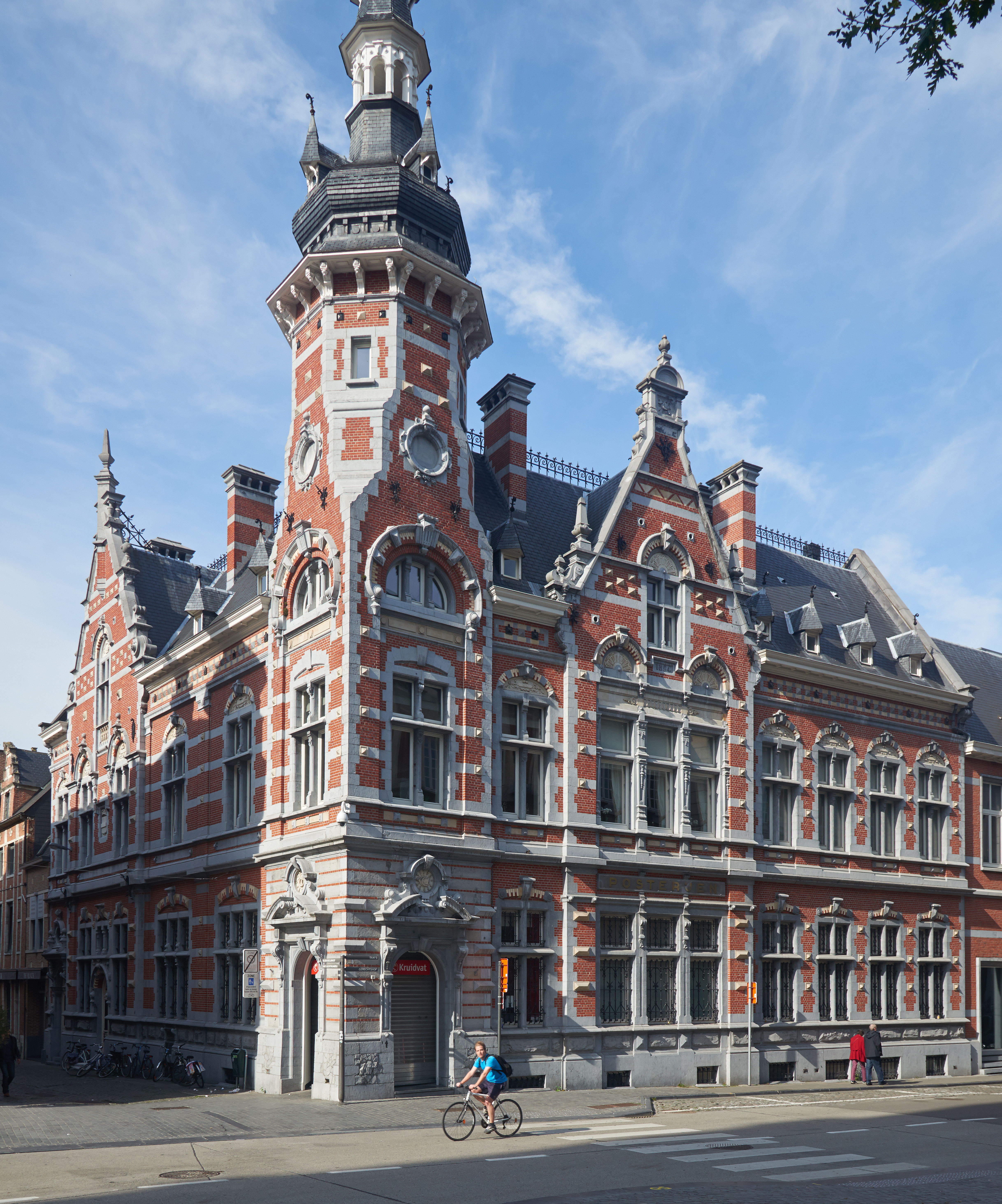
L'ancien hôtel des postes de Louvain
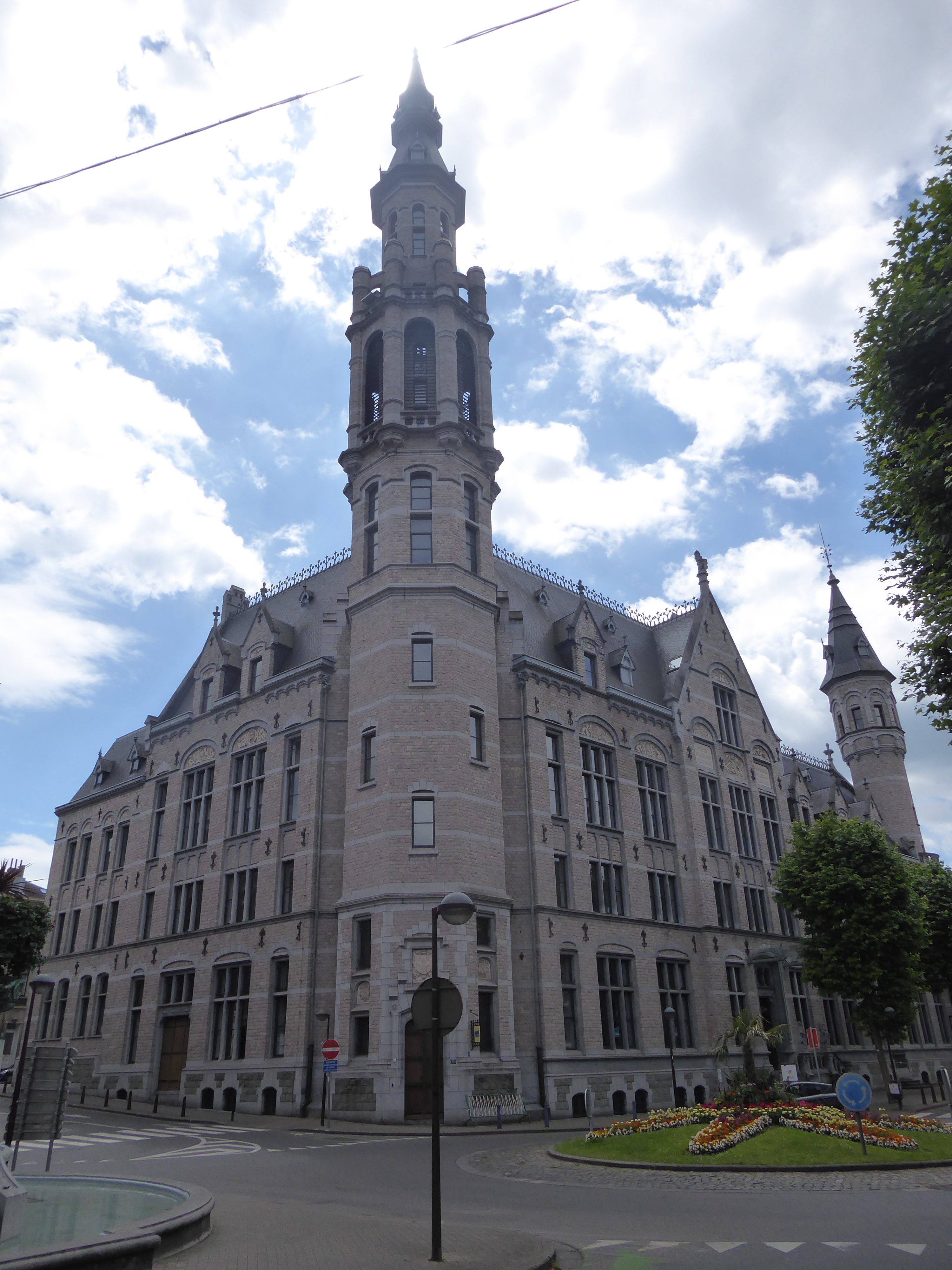
L'ancien hôtel des postes de Verviers

## Actionnaires
Au 21 avril 2019[réf. souhaitée]
| Nom                                      | Actions     | %      |
| Gouvernement fédéral belge               | 102 075 649 | 51,0 % |
| DWS Investment (en)                      | 5 283 732   | 2,64 % |
| Norges Bank Investment Management        | 3 863 583   | 1,93 % |
| The Vanguard Group                       | 2 651 240   | 1,33 % |
| Degroof Petercam Asset Management        | 1 834 090   | 0,92 % |
| Fideuram Asset Management (Ireland) (it) | 1 297 059   | 0,65 % |
| BlackRock Investment Management          | 1 204 141   | 0,60 % |
| Dimensional Fund Advisors                | 1 104 988   | 0,55 % |
| BlackRock Advisors                       | 1 084 628   | 0,54 % |
| BlackRock Fund Advisors                  | 889 024     | 0,44 % |

## Controverses
En septembre 2020, l'administrateur délégué Jean-Paul Van Avermaet est discrédité dans la presse. Il y a à ce moment une enquête sur les crimes commis dans le secteur de la sécurité en Belgique. Outre l'Autorité belge de la concurrence (BMA), le ministère américain de la Justice mène également une enquête depuis avril 2020. Notamment à cause de leur cellule anti-cartel, qui soupçonne que les grandes entreprises de sécurité G4S, Securitas et Seris — qui étaient en concurrence pour des contrats pour des institutions telles que l'ambassade américaine à Bruxelles ou l'OTAN — aient conclu des accords de prix secrets et donc violé les intérêts américains. Le parquet de Bruxelles travaille également sur l'affaire. Le patron de Bpost, Jean-Paul Van Avermaet, qui était auparavant responsable du cluster chez G4S, a été désigné par la BMA comme l'un des principaux suspects. Les e-mails et les messages WhatsApp transférés le mettraient dans l'embarras.
Jean-Pascal Labille est sanctionné par la FSMA en mai 2023 pour avoir révélé au public le 27 mai 2016 que l'État belge projetait de vendre bpost à PostNL,. L'information est alors démentie par Alexander De Croo, mais les négociations entre bpost et PostNL sont interrompues deux jours plus tard,.